# Ozoir-la-Ferrière
Ozoir-la-Ferrière – miejscowość i gmina we Francji, w regionie Île-de-France, w departamencie Sekwana i Marna.
Według danych na rok 1990 gminę zamieszkiwało 19 031 osób, a gęstość zaludnienia wynosiła 1222 osób/km² (wśród 1287 gmin regionu Île-de-France Ozoir-la-Ferrière plasuje się na 153. miejscu pod względem liczby ludności, natomiast pod względem powierzchni na miejscu 157.).